# Eleccions al Parlament Basc de 1994
Les Eleccions al Parlament Basc de 1994 se celebraren el 23 d'octubre de 1998. Amb un cens d'1.749.250 electors, els votants foren 1.044.085 (59,68%) i 705.165 les abstencions (40,31%). El PNB fou la força més votada. Es repetí novament el pacte entre PSE-EE i PNV va ser investit lehendakari José Antonio Ardanza Garro. Els diputats d'Herri Batasuna no van ocupar els seus escons. En general, totes les forces nacionalistes van perdre vots, llevat el PNB. Euskadiko Ezkerra es va presentar conjuntament amb el PSE, però això no es traduí en un augment d'escons. Per la seva banda, el PP augmentà espectacularment, així com Unidad Alavesa.

## Resultats
- Els resultats foren:

| ← Eleccions al Parlament Basc, 1994 → |         |       |        |
| Partit                                | Vots    | %     | Escons |
| EAJ-PNV                               | 303.346 | 28,84 | 22     |
| PSE-EE                                | 176.682 | 17,13 | 12     |
| Herri Batasuna                        | 166.147 | 16,29 | 11     |
| Partit Popular                        | 146.960 | 14,41 | 11     |
| Eusko Alkartasuna                     | 105.136 | 10,31 | 8      |
| Ezker Batua                           | 93.291  | 9,15  | 6      |
| Unidad Alavesa                        | 27.797  | 2,73  | 5      |
| CNPS                                  | 1.462   | 0,14  |        |

A part, es comptabilitzaren 18.080 (1,03%) vots en blanc.

## Diputats electes

### Biscaia
- Joseba Andoni Aurrekoetxea Bergara (EAJ-PNB)